# NGC 2385
NGC 2385 ist eine Spiralgalaxie mit ausgedehnten Sternentstehungsgebieten vom Hubble-Typ Sb im Sternbild Zwillinge auf der Ekliptik. Sie ist schätzungsweise 185 Millionen Lichtjahre von der Milchstraße entfernt und hat einen Durchmesser von etwa 55.000 Lj.
Im selben Himmelsareal befinden sich u. a. die Galaxien NGC 2378, NGC 2379, NGC 2388, NGC 2393.
Das Objekt wurde am  4. Februar 1793 von dem Astronomen William Herschel entdeckt.